# Levi Eșkol
Levi Eshkol ( în ebraică:לוי אשכול, născut Șkolnik, n.25 octombrie 1895 - d. 26 februarie 1969) a fost un om politic social-democrat israelian, originar din Ucraina, și prim-ministru al Israelului în perioada 26 iunie 1963 — 26 februarie 1969.
Ca ministru de finanțe între anii 1952 - 1963 a fost unul din părinții economiei israeliene. A condus cu chibzuință Israelul în primii ani post-David Ben Gurion.
În timpul guvernării sale au fost realizate proiectele Conductei naționale de apă, al Combinatului chimic al Mării Moarte și al portului Ashdod. Ca prim ministru s-a confruntat cu criza care a generat Războiul de Șase Zile și a format atunci cel dintâi guvern de unitate națională, care a inclus și opoziția naționalistă (Mișcarea Herut a lui Menachem Beghin) și partidul Rafi al sprijinitorilor fostului prim ministru Ben Gurion. Pe plan extern, în fața ostilității blocului sovietic și a cotiturii potrivnice Israelului în politica Franței sub conducerea lui De Gaulle, Eshkol a întărit cooperarea dintre Israel și Statele Unite și a stabilit relații diplomatice cu Germania de vest.

## Anii de copilărie și tinerețe
S-a născut la 25 octombrie 1895 într-o familie evreiască din târgușorul Oratovo, azi Orativ,în zona Vinnița, la 150 km sud de Kiev, în Ucraina, pe atunci în Imperiul Rus. Mama lui, Dvora Krasnienski, provenea dintr-o familie de hasidim, în timp ce tatăl său,Iosef Șkolnik, era fiul unei familii de „mitnagdim”. A primit o educație iudaică tradițională (heder), apoi a studiat la un gimnaziu evreiesc din Wilno in Lituania, devenind curând laic și sionist, iar în anul 1914 a emigrat în Palestina, care făcea parte din Imperiul Otoman. 

## Viața și activitatea în Palestina
Eshkol s-a numărat printre fondatorii primului kibutz Deganya, mai tărziu s-a alăturat voluntar Batalionului evreiesc din armata britanică în Primul Război Mondial 
A fost unul din întemeietorii Histadrutului, Confederația Generală a Muncitorilor evrei din Palestina (Eretz Israel). 
In anii 1930 a fost unul din fondatorii companiei „Mekorot” de foraj și difuzare ale apei și a stat în fruntea ei până în anul 1951, de asemenea a îndeplinit misiuni din partea Agenției Evreiești în Germania în primii ani ai regimului nazist în scopul transferării unor bunuri aparținând evreilor în Palestina.
Eshkol a avut mari merite și în extinderea așezărilor agricole evreiești în deșertul Neghev ca răspuns la măsurile de represiune („Sâmbăta neagră”) luate în 1946 de autoritățile mandatare britanice contra conducerii naționale a evreilor în Palestina.
Aceasta a influențat mai apoi deciziile ONU de includere a Negevului în teritoriul statului ebraic ce urma să se înființeze.

## Prim ministru al Israelului
Ca prim ministru a dus o politică de reconciliere față de adversarii politici, permițând în anul 1964 aducerea din străinătate și reînhumarea în panteonul național din Ierusalim a osemintelor liderului sionismului revizionist Zeev Jabotinski, a cărui dorință înainte de a muri în exil la New York era de a fi înmormântat în viitorul stat evreiesc ce va fi întemeiat în Palestina.
În anul 1964 s-a văzut însă în conflict aprig cu fostul premier Ben Gurion, care a pretins redeschiderea unei anchete contra fostului ministru al apărării și lider sindical Pinhas Lavon în legătură cu scandalul „Afacerii rușinoase” (de spionaj în Egipt) din 1954. În cursul acestui conflict în cadrul partidului de guvernământ Mapai, Ben Gurion, care a sfidat conducerea lui Eshkol, a ajuns să fie exclus din partid și să formeze o formație de opoziție numită „Rafi”, împreună cu un număr de susținători ai săi conduși de Moșe Dayan și Șimon Peres. În cele din urmă, în alegerile parlamentare electoratul a dat câștig de cauză liniei politice și autorității premierului Levi Eshkol.
În anul 1967 cu câteva zile înainte de izbucnirea Războiului de Șase Zile Eshkol a fost silit de atmosfera politică în țară să coopteze într-un guvern de unitate națională partide de opoziție, inclusiv lista Rafi,  precum și pe naționaliștii conduși de Menahem Beghin și pe liberalii conduși de Yosef Sapir.
După victoria Israelului în acest război, în anul 1968 Eshkol a patronat împreună cu liderii fracțiunii Akhdut Ha'avodá și cu cei ai mișcării Rafi reunificarea fracțiunilor social democrate de centru într-un partid mare numit „Partidul Muncii”- Miflegget Ha'Avoda) și coalizarea acestuia cu partidul socialist de stânga Mapam, într-un bloc social-democrat unit numit Maarakh.
În domeniul politicii externe Eșkol a încercat în anii 1960 o ameliorare a relațiior încordate cu URSS și obținerea unor permisiuni de emigrare pentru unii evrei sovietici, dar în cursul Războiului de Șase Zile ostilitatea URSS a crescut iarăși, culminând cu ruperea relațiilor diplomatice dintre cele două țări din inițiativa Moscovei.
În anul 1965 guvernul Eșkol a decis stabilirea de relații diplomatice la rang de ambasadori cu Republica Federală Germania.
A fost căsătorit de trei ori. Prima căsătorie, cu Rivka Maharshak, a durat cinci ani, între 1922-1927. În 1930 el s-a însurat cu Elisheva Kaplan, venită în Palestina în timpul celei de a treia aliyá, și a locuit cu dânsa în kibuțul Deganya Beit.Căsnicia lor a durat până la moartea ei în urma unei boli grele în anul 1959. În kibuțul Deganya B s-a construit o sală de sport care îi poartă numele, „Beit Elisheva”. A treia lui soție, Myriam Zelicovici, născută la Bacău, în România, în 1927 sau 1930, și deci cu cel puțin 35 ani mai tânără decât Eshkol, a emigrat în Palestina la sfârșitul anilor 1930, a servit în armata israeliană ca infirmieră și a studiat la Universitatea Ebraică din Ierusalim istoria și literatura engleză (licența) și istorie medievală (al doilea titlu). A lucrat ca bibliotecară la Knesset.  
Eshkol a cunoscut-o atunci când el și soția sa i-au inchiriat lui Myriam o cameră în curtea casei lor. Myriam a ajutat pe Elisheva Eshkol în anii de boală. La cinci ani după moartea Elishevei, în 1964, Eshkol, devenit prim ministru în anul precedent, a luat-o de soție. 

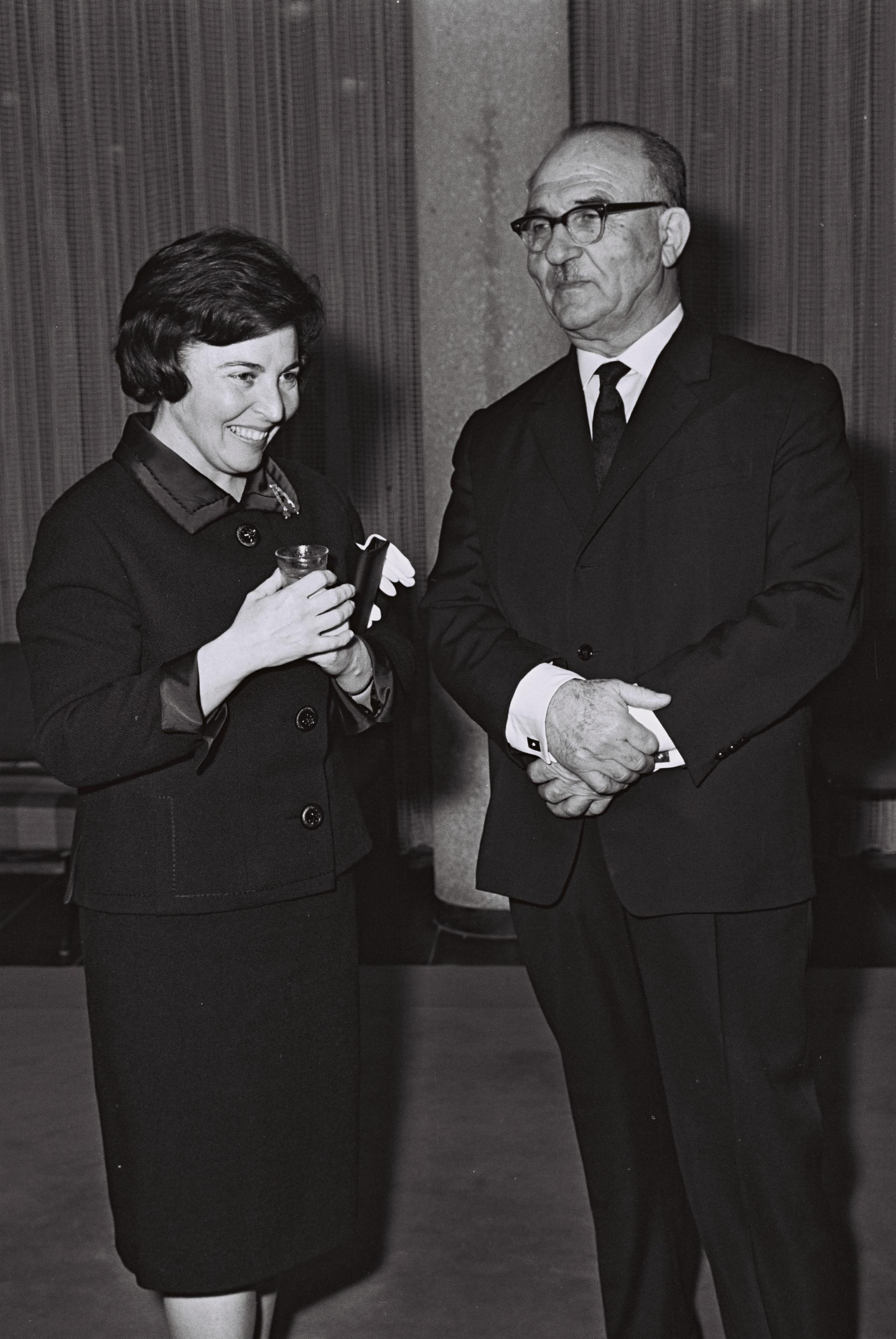
Levi și Myriam Eshkol,1964

## In memoriam
- Se prevede deschiderea în 2015 a unui muzeu memorial „Eshkol” în fosta sa reședință ca prim ministru, Casa Jacobs din cartierul Rehavia din Ierusalim.